# 滨湖罗特
滨湖罗特是德国巴登-符腾堡州的一个市镇。总面积74.81平方公里，总人口5226人，其中男性2673人，女性2553人（2011年12月31日），人口密度70人/平方公里。